# Baconin Borzacchini
Baconin Borzacchini (Terni, 28 de septiembre de 1898-Monza, 10 de septiembre de 1933), conocido también como Mario Umberto Borzacchini, fue un piloto automovilístico italiano. Falleció en un accidente durante una carrera en el circuito de Monza.

## Biografía

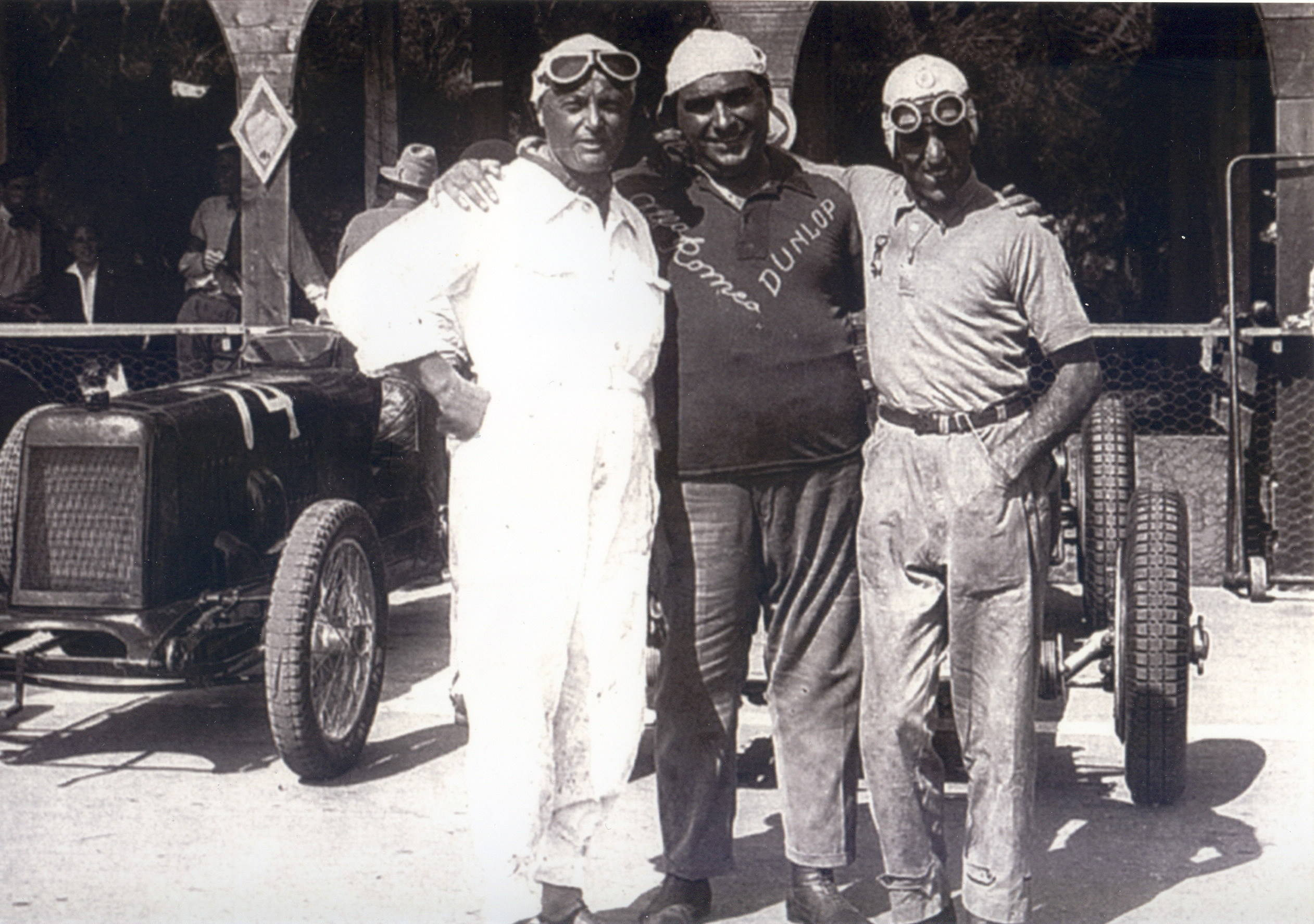
Borzacchini, Campari y Nuvolari en la Coppa Ciano (1933)

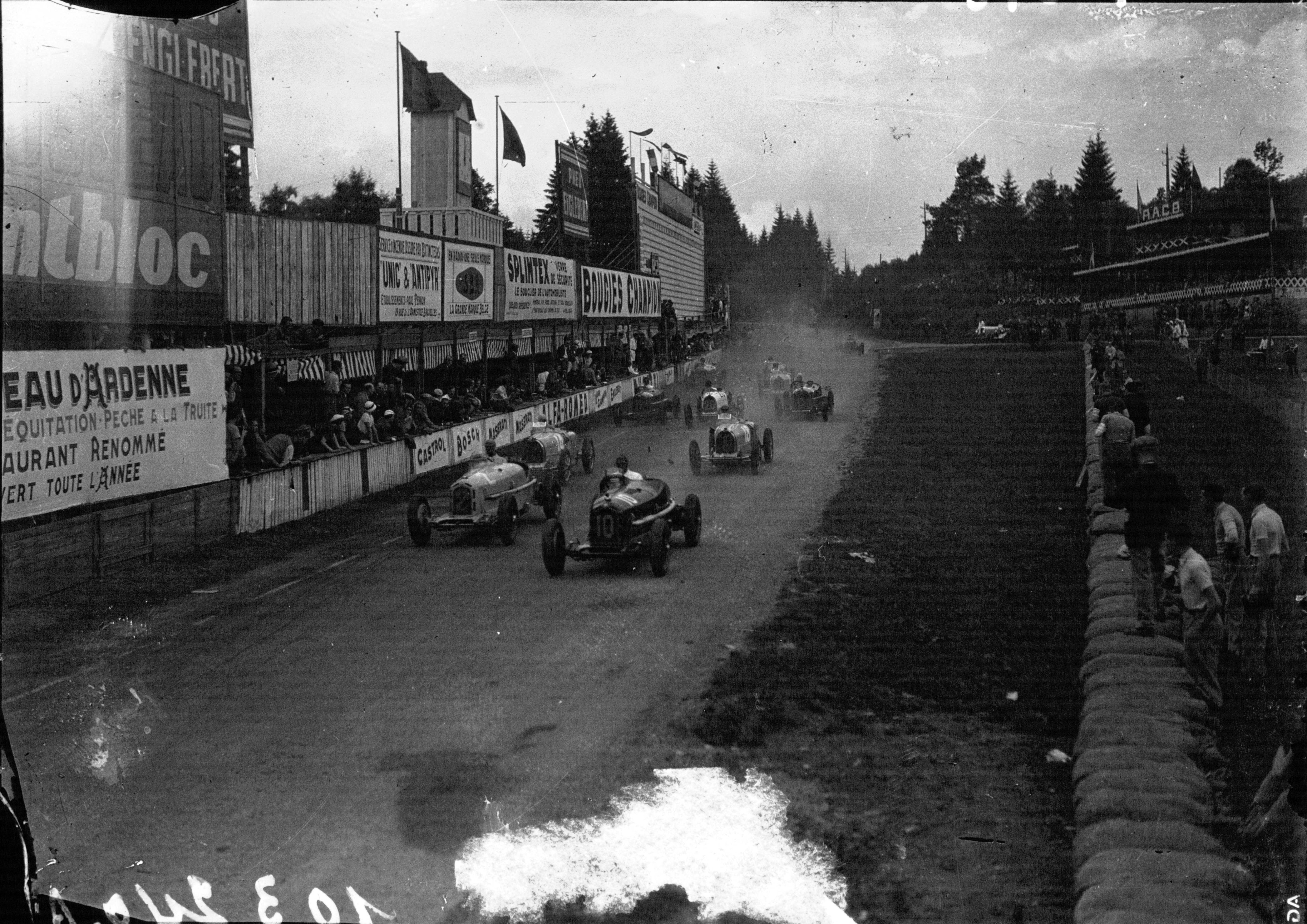
Borzacchini (n° 10, parte delantera derecha) en el Gran Premio de Bélgica de 1933 con un Alfa Romeo Monza 2.6 inscrito por la Scuderia Ferrari

Baconino Francesco Domenico Borzacchini nació en Terni, en la región de Umbría (Italia). A los 14 años comenzó a trabajar en un garaje, formándose como mecánico. Después de su servicio en el ejército durante la Primera Guerra Mundial, comenzó a competir en motocicletas antes de convertirse en piloto automovilístico en 1926. Durante los dos años siguientes ganó seis pruebas de ascenso en Italia, conduciendo un Salmson. Obtuvo victorias en tres importantes carreras italianas, incluida la Copa Etna en Catania y la clase de 1100 cc en la Targa Florio de 1926 y 1927, donde venció a su compatriota Luigi Fagioli. El éxito de Borzacchini finalmente lo llevó a recibir una oferta para unirse al equipo de carreras de Maserati, y conduciendo para ellos, ganó el Terni-Passo della Somma de 1927 y la Coppa della Collina Pistoiese. En 1928 condujo a un Maserati al primer lugar en la Coppa Gallenga en la ascensión a Rocca di Papa. 
El 28 de septiembre de 1929, Borzacchini estableció un nuevo récord de velocidad en tierra sobre un recorrido de 10 km en un Maserati V4, con un promedio de 246.069 km/h. Ese mismo año, terminó segundo en el Circuito di Alessandria y en el Gran Premio de Trípoli. 
En 1930, bajo el régimen fascista del dictador italiano Benito Mussolini, Borzacchini fue presionado para competir con un nombre italiano, Mario Umberto, en lugar de su nombre de nacimiento de Baconin, que se refería al del anarquista revolucionario ruso, Mijaíl Bakunin, a quien sus padres admiraban.
Maserati participó en las 500 Millas de Indianápolis de 1930. Presentó un coche diseñado con un suave perfil aerodinámico, una innovación radical desconocida en su momento pero común en la actualidad. Se pensó que Borzacchini tenía una buena oportunidad de alzarse con el prestigioso gran premio estadounidense, pero desafortunadamente, los problemas de magneto lo forzaron a abandonar la carrera después de tan solo tres vueltas. Sin embargo, Borzacchini y su Maserati se adjudicaron la victoria en el Gran Premio de Trípoli de 1930 y ganaron otra prueba de escalada, el Pontedecimo-Giovi en Génova. 
En 1931 firmó para conducir los Alfa Romeo para la Scuderia Ferrari, donde se convirtió en un gran amigo de su compañero de equipo, Tazio Nuvolari. Aunque ganó el Circuito di Avellino, la temporada de Baconin Borzacchini se vio afectada por la mala suerte y por la brillantez de Nuvolari. Terminó segundo en la Targa Florio, en el Gran Premio de Monza y en los Grandes Premios de Italia, Bélgica y Francia. 
En el Gran Premio de Francia de 1932 y en la Coppa Ciano, el nuevo Alfa Romeo P3 de Borzacchini terminó segundo (detrás de su compañero de equipo Nuvolari) y tercero en el Gran Premio de Alemania. Sin embargo, con su copiloto Amadeo Bignami, ganó la agotadora prueba de las Mille Miglia y terminó la temporada de 1932 finalizando en segundo lugar en la clasificación general del Campeonato de Europa de Pilotos tras Nuvolari. Cuando Alfa Romeo decidió retirarse de las carreras después de la temporada de 1932 y vendió sus coches a Enzo Ferrari, Borzacchini se unió al equipo de Maserati. Formando equipo con Luigi Fagioli y Giuseppe Campari, en marzo de 1933 continuó como el año anterior, terminando segundo tras Nuvolari en el Gran Premio de Túnez. En abril logró otro segundo puesto en el Gran Premio de Mónaco, esta vez tras el Bugatti de Achille Varzi, y después obtuvo un tercer puesto en el Avusrennen en Alemania, también ganado por Varzi. En la Targa Florio de 1933, celebrada en el Circuito Piccolo delle Madonie, Borzacchini marcó el ritmo con la vuelta más rápida, pero un accidente lo obligó a abandonar la carrera.

## Fallecimiento
El 10 de septiembre de 1933 se vivió en el Autodromo Nazionale di Monza uno de los días más negros de la historia de las carreras. El Gran Premio de Italia se celebró por la mañana sin incidentes graves, y fue ganado por Luigi Fagioli. En un esfuerzo por parte de los organizadores para atraer a la mayor multitud posible, se organizó por la tarde otro evento llamado Gran Premio de Monza, que utilizaba solo el circuito ovalado. En una pista empapada por una ligera llovizna, Borzacchini estaba compitiendo por el liderato con su compañero de equipo, Giuseppe Campari, cuando el vehículo de Campari se deslizó sobre un parche de aceite y se estrelló en la parte superior de la pista y se fue a los árboles, matándolo.  Borzacchini intentó sin éxito evitar el aceite, y su auto giró hacia el interior y volcó. Borzacchini fue llevado al hospital, donde murió más tarde ese mismo día. Después de que los oficiales de la carrera reiniciaron el evento, se produjo la tercera tragedia del día, cuando el motor del automóvil del conductor polaco Stanislas Czaykowski explotó, se incendió a continuación y su coche se estrelló en el mismo lugar, resultando el piloto muerto abrasado por el fuego.
Durante sus años de carreras, Baconin Borzacchini participó en más de cien pruebas. Aunque su número de victorias es considerablemente menor que el de algunos de los otros notables pilotos de carreras italianos, fue muy querido y respetado por sus compatriotas. En su honor, el circuito en Magione en la Provincia de Perusa en Umbría, no lejos de donde nació, fue nombrado "Autodromo Mario Umberto Borzacchini". 
Baconin Borzacchini está enterrado en el cementerio local de Terni.

## Eponimia
- El asteroide (6923) Borzacchini lleva este nombre en su memoria.[2]

## Grandes victorias en su carrera
- Circuito de Camaiore 1926.
- Targa Florio (clase Junior, 1100cc) 1926, 1927.
- Copa Etna 1928.
- Gran Premio de Trípoli 1930.
- Coppa Principe di Piemonte 1931.
- Mille Miglia 1932.

## Resultados

### 500 Millas de Indianápolis
| Año     | Coche   | Salida  | Calif   | Puesto  | Final   | Vueltas | Líder | Retirado |
| ------- | ------- | ------- | ------- | ------- | ------- | ------- | ----- | -------- |
| 1930    | 26      | 28      | 95.213  | 27      | 36      | 7       | 0     | Magneto  |
| Totales | Totales | Totales | Totales | Totales | Totales | 7       | 0     |          |

| Salidas      | 1 |
| Poles        | 0 |
| Primera fila | 0 |
| Victorias    | 0 |
| Top 5        | 0 |
| Top 10       | 0 |
| Retirado     | 1 |

### Campeonato Europeo de Pilotos
(Clave) (negrita indica pole position) (cursiva indica vuelta rápida)
| 1931    | SA Alfa Romeo | ITA Ret | FRA 2 | BEL 2 | NC(1) | 0 |
| 1932    | SA Alfa Romeo | ITA 3   | FRA 2 | GER 3 | 2.º   | 8 |
| Fuente: |               |         |       |       |       |   |

- (1) Borzacchini fue copiloto con Nuvolari en el GP de Italia, de Campari en el GP de Francia y de Nuvolari en el GP de Bélgica, por lo que las reglas lo excluyeron del campeonato.